# Taktra Rinpoché

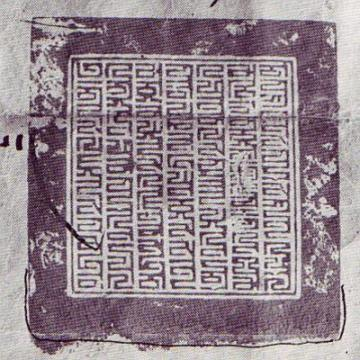
Sceau du taktra rinpoché en écriture phagspa

Taktra Rinpoché (tibétain : སྟག་བྲག་རིན་པོ་ཆེ, Wylie : stag brag rin po che, THL : takdrak rinpoche) est le titre d’un Tulku de l’école Gelug du bouddhisme tibétain, du monastère de Taktra (zh) (en chinois : 大札寺 ; pinyin : dàzhá sì, 达扎寺, dázhā sì ou 大扎寺, dàzhā sì), dans district de Doilungdêqên (ou Tölung Dechen), à Lhassa, région autonome du Tibet. Le 2e Taktra Rinpoché, Ngawang Sungrab Thutob, fut régent du Tibet.

## Liste des Taktra Rinpoché
- 2e Lobsang Khyenrab Wangchug (tibétain : བློ་བཟང་མཁྱེན་རབ་དབང་ཕྱུག, Wylie : blo bzang mkhyen rab dbang phyug, ? – 1872), de 1853 à environ 1870 à 76. Ganden Tripa
- 3e Ngawang Sungrab Thutob (tibétain : ངག་དབང་གསུང་རབ་མཐུ་སྟོབས, Wylie : ngag dbang gsung rab mthu stobs, pinyin tibétain : Ngawang Sungrab Thutob, 1874 — 1952)
- 4e Tendzin Geleg ( Wylie : bstan 'dzin dge legs, Tenzin Geleg, 丹增格列, dānzēng géliè)[1]